# Аривунимаму
Аривунимаму (фр. Arivonimamo) — город на Мадагаскаре.

## География
Расположен в центральной части страны, в регионе Итаси.

## Население
Население по данным на начало 2012 года составляет 25 394 человека; население по данным переписи 1993 года насчитывало 14 527 человек.

## Транспорт
Соединён с Антананариву национальной трассой № 1. До 1967 года на территории Аривунимаму находился международный аэропорт Антананаруву, позже он был перемещён в Ивато.